# アルメン・ナザリャン
アルメン・ナザリャン (ブルガリア語:Армен Назарян、1974年3月9日-)は、アルメニアのギュムリ出身のブルガリアのレスリング選手。
1996年アトランタオリンピックレスリンググレコローマン52kg級で、アルメニア代表として出場し、金メダルを獲得。アトランタ大会の後、国籍をブルガリアに移し、2000年シドニーオリンピックではグレコローマン58kg級で2大会連続の金メダル。さらに、2004年アテネオリンピックグレコローマンスタイル60kg級では銅メダルを獲得した。

## 実績
- オリンピック
  - 1996年アトランタオリンピック　金メダル
  - 2000年シドニーオリンピック　金メダル　
  - 2004年アテネオリンピック　銅メダル
    - 1回戦・笹本睦(日本)戦の3-2とリードして迎えた試合終了間際、俵返しを受けた際に笹本の足に手を掛けた。グレコローマンでは下半身への攻撃は反則とされており、一旦はレフェリーにより笹本に2ポイントが与えられ3-4となった。しかしこの行為がビデオ映像の死角に入っておりチェアマンからは確認できなかったため判定が覆り、逆にナザリャンに2ポイントが与えられ5-2、最終的には5-3で勝利した。日本レスリング協会が撮影したビデオには反則がはっきりと写っており、明らかな誤審であった。この結果を受け日本協会は国際レスリング連盟に抗議文を提出した[1][2][3][4][5]。
- 世界選手権
  - 優勝　2002、2003、2005年
  - 2位　1993、1995年
  - 3位　1997、1998、1999年
- ヨーロッパ選手権
  - 優勝　1994、1995、1998、1999、2002、2003年
  - 2位　1996、2000年